# ジキ・ローテムント
ジキ・ローテムント（ドイツ語: Sigi Rothemund、1944年3月14日 - 2024年1月13日）は、ドイツ出身の映画監督である。息子は映画監督のマルク・ローテムント。
2024年1月13日にメノルカ島で死去。79歳没。

## 作品
- アラーム・フォー・コブラ SPIN OFF （2003 - 2005年)
- シークレット・ルーム（2003年）
- ワイルド・エンジェル（2002年）
- シティ・ヒート（2000年）
- 大津波（1996年）
- ブラックドラゴン（1985年）
- 卒業試験（1974年）